# Lutz Altepost
Lutz Altepost (Emsdetten, 6 ottobre 1981) è un canoista tedesco, vincitore della medaglia di bronzo nel K4 1000 m ai Giochi olimpici di Pechino 2008.

## Palmarès
- Olimpiadi

Pechino 2008: bronzo nel K4 1000 m.
- Mondiali

2003 - Gainesville: bronzo nel K1 500 m.
2005 - Zagabria: oro nel K4 1000 m e argento nel K1 500 m.
2006 - Seghedino: bronzo nel K1 500 m.
2007 - Duisburg: oro nel K4 1000 m.
- Campionati europei di canoa/kayak sprint

Poznań 2005: argento nel K1 500m.
Račice 2006: bronzo nel K1 500m e nel K4 1000m.
Milano 2008: argento nel K4 1000m.